# Lovászi
Lovászi là một thị trấn thuộc hạt Zala, Hungary. Thị trấn này có diện tích 9,67 km², dân số năm 2010 là 1211 người, mật độ 125 người/km².